# 黒乃奈々絵
黒乃 奈々絵（くろの ななえ、欧文表記：Nanae Chrono、1980年6月18日 - ）は、日本の漫画家。自身のブログプロフィールによれば栃木県出身と記載している。血液型はA型。作新学院高等学校美術デザイン科卒業。
2023年3月13日、X（旧・Twitter）のポストにて「連載中の『PEACE MAKER鐵』に対する適応障害と見られるうつ状態につき連載休止中」と説明している。

## 作風
カラー作品はアナログとCGの併用で、前者では水彩絵具及びアクリル絵具やコピックを使用している。『PEACE MAKER』シリーズ連載時当時はアナログメインであったが、最近はCGを用いる事が多い。ストーリー構成では、複雑な伏線をはるのが特徴。また、かなり激しいアクションシーンを描く。

## 人物
- 漫画を描き始めたきっかけは『南国少年パプワくん』『うしおととら』の影響を受けた事による。
- 学生時代の得意科目は国語と美術。苦手科目は体育と社会。
- 旅行が好き。
- コピックを誕生日プレゼントに貰ったが、本人曰くコピック塗りは難しく苦手。
- NHK-BShi「新選組 〜あなたの『誠』はなんですか〜」にてテレビ初出演を果たした。
- 自身のブログのプロフィール項目にて「多分FTMゲイ」であると表記している。(ただし性同一性障害の診断はまだ受けてないとのこと)

## 概要
- 1999年
  - 『ワガママ天使の育て方。』が月例ガンガン杯準入賞作品となり、デビュー（掲載は『月刊少年ガンガン』1999年1月号）。
  - 『月刊少年ガンガン』誌上にて『新撰組異聞PEACE MAKER』連載開始。
- 2001年
  - 『新撰組異聞PEACE MAKER』連載終了。
- 2002年
  - エニックスお家騒動でマッグガーデンに移籍。『月刊コミックブレイド』誌上にて『新撰組異聞PEACE MAKER』の第2部扱いで『PEACE MAKER 鐵』連載開始。
- 2004年
  - 『月刊コミックブレイド臨時増刊 コミックブレイドZEBEL』が創刊され、黒乃奈々絵はVol.6まで全ての表紙を描く。
  - 『ZEBEL』誌上で『Vassalord.』連載開始。
- 2005年
  - 5巻の発売をもって『PEACE MAKER 鐵』連載休止。
  - 『月刊コミックブレイド』誌上にて『殲鬼戦記ももたま』連載開始。
- 2007年
  - 新装刊の『月刊コミックブレイドアヴァルス』誌上にて『Vassalord.』連載移籍。
- 2009年
  - 『殲鬼戦記ももたま』連載休止。
- 2010年
  - 携帯サイト『コミックi』『コミックシーモア』にて『PEACE MAKER鐵 油小路編』配信開始。
  - 「油小路編」完結をもって『PEACE MAKER鐵』連載休止。
- 2011年
  - Webサイト「WEBコミック Beat's（現・MAGCOMI（マグコミ））」にて『殲鬼戦記ももたま』連載再開。
- 2013年
  - 『Vassalord.』完結。単行本全七巻。
  - ムック『時代活劇画伝―斬―ZAN』にて『PEACE MAKER鐵 北上篇』（第1話）掲載。
- 2014年
  - 『WEBコミック Beat's』、『月刊コミックガーデン』にて『PEACE MAKER鐵 北上篇』（第2話〜）連載再開。
- 2015年
  - 『殲鬼戦記ももたま』完結。
- 2020年
  - 17巻の発売をもって『PEACE MAKER 鐵』連載休止。
- 2022年
  - Webサイト『MAGCOMI』にて『PEACE MAKER鐵』連載再開（隔月連載）。
    - 2023年2月28日掲載の第95話をもって休止、連載再開未定となっている[1]。

## 作品リスト

### 連載中
- PEACE MAKER 鐵 - 既刊17巻、『月刊コミックブレイド』、「油小路編」から携帯サイトに移籍、ムック『時代活劇画伝―斬―ZAN』にて「北上篇」第1話掲載後、2020年5月まで『WEBコミック Beat's』と『月刊コミックガーデン』にて連載。2022年6月以降『MAGCOMI』にて隔月連載中。

### 完結作品
- 『新撰組異聞PEACE MAKER』 - 旧版：全6巻・新装版：全5巻、『月刊少年ガンガン』連載
- 『Vassalord.』 -　全7巻、『コミックブレイドZEBEL』→『コミックブレイドAvarus』連載
- 『殲鬼戦記ももたま』 - 全10巻、『月刊コミックブレイド』から『WEBコミック Beat's』に移籍、2015年2月連載終了

### 読切作品
- 『ワガママ天使の育て方。』 - デビュー作。旧版『新撰組異聞PEACE MAKER』6巻に収録
- 『ZOUL HALF』 - 『Vassalord.』2巻収録
- 『メイド in ふぃぎゅあ☆』 - コミックス未収録
- 『指輪』 - コミックス未収録

### 画集
- 『黒ノ蛾』
- 『Chronograffiti』

### 挿絵
- 『イルゲネス -The Genetic Sodom ILEGENES-』（上下巻、マッグガーデンノベルス）　著：桑原水菜

### その他
- 『PEACE MAKER 鐵 2004 CALENDAR BOOK』（マッグガーデン）
- 『PEACE MAKER 鐵 江戸覚書』（マッグガーデン）に寄稿
- 『月刊コミックブレイド2004年2月号臨時増刊 特別総集編 『PEACE MAEKR 鐵』 龍馬編』（マッグガーデン）
- 『土方歳三 副長「トシさん」かく描かれき』（メディアファクトリー）に寄稿
- 『これがワタシたちのDVDベストセレクション70』（マッグガーデン）に寄稿
- 『パカ☆RUN』（画：中林嵩晶、月刊コミックブレイド連載）の原案
- 『KISS×KISS collections』イラスト担当
- テレビアニメ『警視庁 特務部 特殊凶悪犯対策室 第七課 -トクナナ-』キャラクター原案

### 新装版について
『新撰組異聞PEACE MAKER』（ガンガンコミックス）は、現在マッグガーデンマスターピースコレクションとして発売されている。変更点は以下の通り。
- 表紙、サイズ、1巻あたりの収録話数の変更
- あらすじ、あとがきの削除
- 旧版6巻収録『ワガママ天使の育て方。』の初期設定資料集削除

また、初回限定版BOXとして、全5巻収納可能のオリジナルボックスとオリジナル特典DVD付きのものが発売された。